# Danuta Głowacka
Danuta Głowacka również jako Danuta Głowacka-Pitet (ur. w Warszawie) – polsko-francuska skrzypaczka i pedagog.
Absolwentka Akademii Muzycznej im. Fryderyka Chopina w Warszawie (1978) oraz Conservatoire National Supérieur de Musique de Paris (1981). Laureatka III nagrody na Międzynarodowym Konkursie Muzycznym im. Marii Canals 1984.  Od 1981 mieszka we Francji. Od 2004 profesor skrzypiec w Conservatoire National à Rayonnement Régional de Nice.

## Multimedia
- Tańce Rumuńskie Bartoka w wykonaniu Danuty Głowackiej i Marie Pierre-Carlier